# Fundo de Compensação de Variações Salariais
O Fundo de Compensação de Variações Salariais (FCVS) foi criado  por intermédio da Resolução nº 25, de 16 de junho de 1967, do Conselho de Administração do extinto Banco Nacional da Habitação (BNH), com o objetivo de garantir a quitação dos saldos remanescentes de financiamentos imobiliários concedidos aos mutuários finais do Sistema Financeiro da Habitação (SFH). A gestão do FCVS está a cargo do Ministério da Fazenda (Lei nº 7.739, de 16.3.89 e Portaria Interministerial nº 197, de 8.11.89). A administração do FCVS esta a cargo da Caixa Econômica Federal (Portaria nº 48, de 11.05.88, do extinto Ministério da Habitação, Urbanismo e Meio Ambiente).